# Watsa
Watsa – miasto w Demokratycznej Republice Konga, w prowincji Górne Uele.